# Happy End Camenca
Maillots
Le Fotbal Club Happy End Camenca (en russe : Футбольный клуб Хэппи Энд Каменка), plus couramment abrégé en Happy End Camenca, est un ancien club moldave de football fondé en 1999 et disparu en 2002, et basé dans la ville de Camenca, en Transnistrie.
Il a eu trois saisons d’existence.

## Historique
- 1999 : fondation du FC Happy End Camenca
- 2000 : Promu de Division B en division A (Champion)
- 2001 : Promu de Division A en Première division
- 2001-2002 : évolue en Première division moldave
- 2002 : dissolution après la rétrogradation en deuxième division

## Palmarès
| Compétitions nationales                                  |
| -------------------------------------------------------- |
| - Championnat de Moldavie D3 (1) : - Champion : 1999-00. |